# Качоровська Аліна Генадівна
Алі́на Гена́дівна Качоро́вська (нар. 17 жовтня 1988, Житомир), в шлюбі Очере́тяна — українська дизайнерка взуття та аксессуарів. Співзасновниця і CEO холдингу Kacho Group та креативна директорка бренду Kachorovska.

## Біографія
Народилась і виросла в Житомирі. З дитинства була знайома з ремеслом виготовлення взуття завдяки тому, що бабуся і мати працювали на взуттєвих фабриках. У родини була також власна невелика майстерня, що знаходилась на території їх будинку в Житомирі. 
У 2005-му переїхала в Київ для навчання на юридичному факультеті Києво-Могилянської академії. У 2010 році в Києві прийняла перше замовлення на виготовлення індивідуального взуття на сімейній мануфактурі. Того ж року до сімейного бізнесу долучився її чоловік Руслан Очеретяний. 
Перша колекція взуття та сумок вийшла під брендом Kachorovska у 2013-му році. За перший тиждень було продано майже все, що готували попередні 6 місяців, а про компанію одразу почали писати Forbes, AIN та інші бізнес-видання України.

## Історія бренду Kachorovska
Kachorovska — український модний взуттєвий бренд, який опанував дизайн, майстерність та виробництво взуття з 1957 року вже в третьому поколінні родини шевців. Першою в родині взуттям почала займатись бабуся Аліни Качоровської Леоніда Сигізмундівна, яка багато років працювала на взуттєвій фабриці, а також виконувала індивідуальні замовлення. Мати Аліни Олена Леонідівна Качоровська також працювала на фабриці, а пізніше в 1990-х роках заснувала власну домашню мануфактуру з виготовлення взуття у Житомирі. З 2010-го по 2013-й роки бренд Kachorovska існував у форматі малого родинного виробництва ательє у Києві, де працювали Аліна з чоловіком Русланом Очеретяним, а також цех з сімох людей, на чолі з мамою Аліни, у Житомирі. За час роботи ательє бренд створив взуття по замірах понад 40000 клієнтів, що зараз дає змогу виготовляти анатомічні колодки, які враховують реальні проблеми людей.
У 2015-му році відкрився перший магазин бренду на Подолі, на вулиці Боричів Тік. Магазин об'єднав в собі простір, де можна було придбати взуття та аксесуари, а також кафе, яке стало місцем зустрічі на багато років вперед для прихильників бренду та просто містян. В наступні роки з такою ж концепцією відкрилась ще одна локація у Києві та магазин в Одесі.
У 2018-му році Аліна Качоровська номінована на звання «Жінка України» в номінації «Мода та краса» по версії журналу «Единственная».
У серпні 2019-го року перша леді України Олена Зеленська з'явилась на святкуванні Дня незалежності України в туфлях-човниках бренду Kachorovskaх. За час існування бренду взуття та аксесуари Kachorovska обирали такі зірки шоу-бізнесу та телебачення України, як Надя Дорофєєва, Джамала, Тіна Кароль, Катерина Осадча.
У березні 2020 року Kachorovska запустили потужну кампанію WomanX2, присвячену сучасним українським жінкам. Кампанія складалась з відеоманіфесту та флешмобу з тегом #womanx2. Героїнями проєкту стали реальні успішні жінки: юристка Наталія Микольська, засновниця фонду родини Богдана Гаврилишина Патріція Шморгун Гаврилишин, дизайнерки Катя Сільченко й Аліна Качоровська.
Після кількох років стабільного зростання бренд пережив певні трансформації впродовж складного 2020-року. Фабрика Kachorovska в Житомирі припинила роботу під час карантину в березні. Але незадовго до цього, поспішаючи виконати індивідуальні замовлення, майстри бренду виготовили 150 виробів на замовлення за три дні — неймовірно малий час для такого обсягу роботи. Це надихнуло Аліну Качоровську оптимізувати виробництво та віддати перевагу виготовленню взуття на замовлення. Kachorovska виготовляли близько 600 індивідуальних замовлень на місяць. Крім цього, впродовж року бренд запустив колекцію взуття для дому, з урахуванням зміни стилю життя людей через пандемію COVID-19.
В грудні 2020-го вийшла перша спільна колекція української співачки Тіни Кароль, розробленої з Kachorovska. Взуття та сумки одразу стали популярними серед прихильників артистки та бренду.
Найбільші зміни в компанії відбулись в січні 2021-го року. З малого бізнесу — бренду взуття Kachorovska, компанія виросла в холдинг Kacho Group, що об'єднує взуттєві бренди Kachorovska і Melly. Того ж року бренд запустив кілька потужних колаборацій з українськими брендами і зірками шоубізнесу. Однією з них стала спільна колекція вечірнього взуття з брендом The COAT та дизайнеркою Катею Сільченко. Також популярною серед аудиторії бренду Kachorovska стала колекція весільного взуття, створеного з брендом Milla Nova. І спеціальна колекція з українським брендом Ksenia Schnaider.
У листопаді 2021-го року Аліна Качоровська увійшла в список 30 українок з найбільш приголомшливими успіхами у бізнесі за версією журналу «Новий час».
У 2022-му році за день до початку повномасштабного вторгнення росії в Україну бренд взяв участь у виставці Ukrainian Fashion українських брендів в Нью-Йорку, що відкрилась за підтримки фонду USAID.
Попри воєнний стан в країні Kachorovska не зупинили виробництво, попри безпосередню близькість до лінії фронту на півночі країни в перші тижні повномасштабної війни. На п'ятий день вторгнення виробництво було перелаштовано під потреби армії. Було відшито 1698 пар берців для військових. А також зібрано донатів на 25 тисяч доларів через соціальні мережі бренду. Також Kachorovska виготовили шкіряні паски для військових. Це дало змогу зайняти всіх 117 працівників підприємства під час найтривожнішого та найбільш невизначеного періоду в країні.
У грудні 2022 Kachorovska запустила шоурум для українських баєрів та преси за зразком західних тижнів моди. Це зроблено з ідеєю побудови в Україні наступного модного хабу для всіх країн східноєвропейського регіону.
Під час саміту United 24 в Києві амбасадори благодійного фонду акторка і режисерка Кетрін Винник, а також акторка Іванна Сахно обрали для заходу взуття Kachorovska.
У травні 2023-го Kachorovska створили 4 спеціальні пари взуття для лідерки гурту The Hardkiss Юлії Саніної, яка була ведучою пісенного конкурсу Eurovision, що пройшов у Ліверпулі. На кожен півфінал та фінальний ефір Юлія Саніна виходила на сцену у взутті бренду.